# داريو دي بالما
داريو دي بالما (بالإيطالية: Dario Di Palma)‏ هو مصور سينمائي إيطالي، ولد في 6 نوفمبر 1932 في روما في إيطاليا، وتوفي بنفس المكان في 24 أكتوبر 2004.

## وصلات خارجية
- داريو دي بالما على موقع IMDb (الإنجليزية)
- داريو دي بالما على موقع ألو سيني (الفرنسية)
- داريو دي بالما على موقع أول موفي (الإنجليزية)
- داريو دي بالما على موقع قاعدة بيانات الأفلام السويدية (السويدية)
- داريو دي بالما على موقع قاعدة بيانات الفيلم (الإنجليزية)
- داريو دي بالما على موقع كينوبويسك (الروسية)